# Абхазский нож
Абха́зский нож (абх. Аԥсуа ҳәызба — а́ҳәызба — «нож») — традиционный нож абхазов. Обычно имел клинок длиной 13—25 см и рукоять — 11—12 см. Клинок в разрезе — простой клин, толщина обуха — не менее 3 мм. Рукоять — из рога, часто разноцветная (чёрная — рог тура, буйвола, со вставками более светлого рога или кости оленя, быка) или же из орехового дерева. Форма рукояти — ближе к круглой, но всё же несколько приплюснута с боков. Ширина рукояти и клинка — одинаковая, примерно 20—25 мм. Hосят на левой стороне, извлекают обеими руками. Не имеет крестовины. На голове рукояти у абхазского ножа имеется металлическое кольцо, к которому крепят кожаный темляк для удобства извлечения ножа из ножен.

## История ножа
История происхождения данного ножа уходит корнями в древность. Абхазский пастушеский и охотничий нож — очень старинное орудие, сохранившее свою форму и смысл практически без изменений в течение столетий.

## Составные части ножа
Традиционный абхазский нож состоит из следующих элементов: полоса, клинок, хвостовик, рабочая (боевая часть), подъём клинка, обух, дол, заплечики, голомень, носок (остриё), режущая кромка (лезвие), подводы, винт хвостовика, аху — рукоять, акуадыр («седло»).

## Ножны
Традиционные абхазские ножны являются неотъемлемой частью абхазского ножа. Ножны бывают с задним швом, реже — с боковым. Нож утапливают в ножны целиком, торчит только сантиметр-два рукояти. Достают нож за кожаный лепесток, закреплённый за кольцо на тыльнике рукояти. Отличительной особенностью является то, что они — наполовину деревянные, а наполовину кожаные. Деревянная часть представляет собой как бы одну половинку от обычных деревянных ножен. Вытачивают с расчётом, что будет закрывать и клинок и рукоять. Потом обтягивают кожей, которая фиксирует ручку ножа с другой стороны. Устье дополнительно усилено вторым слоем кожи в оборот. Конструкция сочетает в себе жёсткость деревянных ножен и изящность кожаных. Никто не хочет, оступившись в горах, проткнуть бок своим же ножом. Деревянная часть на пару сантиметров выступает из кожаной обтяжки, поэтому нож и утапливают по самую рукоять. Для изготовления традиционно используют орех.
Обязательным декоративным элементом ножен является орнамент из козеки, которым прошивают ножны. Орнамент образуют из чередования поперечных, диагональных и перекрещивающихся чёрточек. В оформлении ножа и ножен традиционно используют чёрный, красный и коричневый цвета.

## Применение ножа
Абхазы всегда при себе имели небольшой ножик, который мог быть использован в бытовых целях, для забивания коз и коров, разделки мяса (абхазы не рубили тушу животного, а искусно расчленяли её по суставам на 64 годных к употреблению «долей мяса», каждая доля имеет собственное название и ей приписывают строго определённый «статус» при угощении гостей), изготовления ручек для топоров, вил и кос и других хозяйственных дел как дома, так и в горах.

## Ритуальное значение
Древние мастера готовились к работе по изготовлению таких клинков, как к подвигу. Молитвы, абсолютное воздержание от горячительных напитков, отдаление от жены (она не должна вообще переступать порога кузницы) и бесконечные омовения — неотъемлемые условия работы. До конца отковки мастер не должен был прикасаться обнажённой рукой к металлу клинка, полоса которого каждый раз после прикосновения старательно обсыпалась золой соломы.